# 아우덴뷔르흐

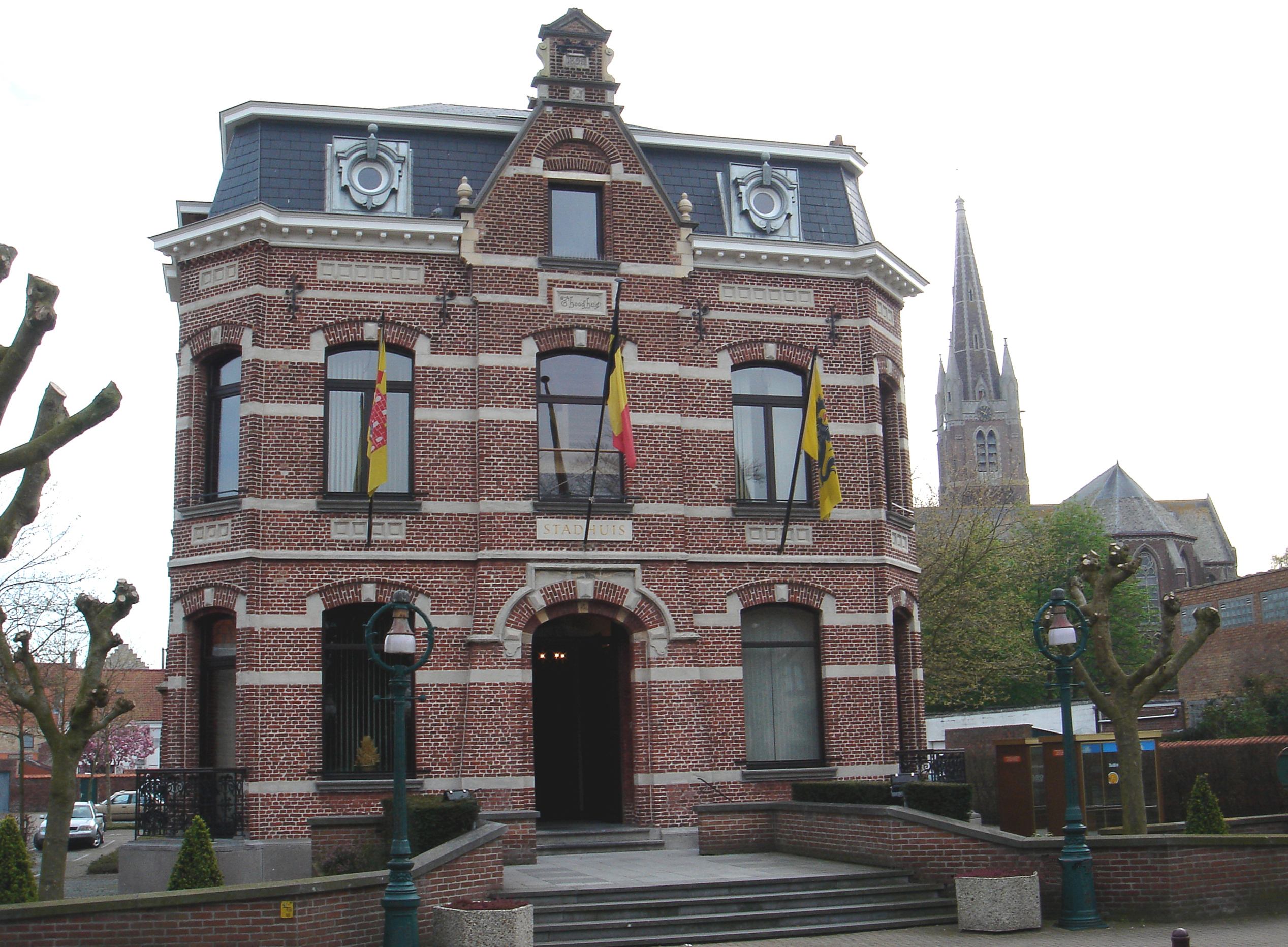
아우덴뷔르흐 시청

아우덴뷔르흐(네덜란드어: Oudenburg, 라틴어: Aldenburgensis)는 벨기에 플랑드르 지역 베스트플란데런주에 위치한 도시로 면적은 35.38km2, 인구는 9,279명(2016년 1월 1일 기준), 인구 밀도는 260명/km2이다.

시기
시 문장